# Jaylen Clark
Jaylen Bryce Clark (Riverside, California, 13 de octubre de 2001) es un baloncestista estadounidense que pertenece a la plantilla de los Minnesota Timberwolves de la NBA. Con 1,93 metros de estatura, juega en la posición de escolta.

## Trayectoria deportiva

### Universidad
Jugó tres temporadas con los Bruins de la Universidad de California en Los Ángeles, en las que promedió 7,4 puntos, 4,1 rebotes, 1,0 asistencias y 1,3 robos de balón por partido. En su tercera temporada destacó como uno de los mejores jugadores defensivos de la NCAA. Ganó el Premio Naismith al Mejor Jugador Defensivo del Año y la Asociación Nacional de Entrenadores de Baloncesto lo eligió como Jugador Defensivo del Año. Fue también elegido mejor defensor de la Pac-12, incluido en el mejor quinteto defensivo y en el segundo mejor quinteto de la conferencia. En el último partido de la temporada regular ante Arizona sufrió una grave lesión en su pie derecho, que le hizo perderse el Torneo de la NCAA, teniendo que pasar por el quirófano. Se fijó un tiempo de recuperación de 8 a 10 meses, pero aun así se declaró elegible para el draft de la NBA.

#### Estadísticas
| Año     | Equipo | PJ | PT | MPP  | %TC  | %3P  | %TL  | RPP | APP | ROB | TPP | PPP  |
| ------- | ------ | -- | -- | ---- | ---- | ---- | ---- | --- | --- | --- | --- | ---- |
| 2020–21 | UCLA   | 31 | 0  | 9.0  | .500 | .200 | .750 | 2.4 | .2  | .1  | .2  | 2.5  |
| 2021–22 | UCLA   | 29 | 6  | 18.1 | .506 | .259 | .542 | 3.8 | 1.0 | 1.1 | .2  | 6.7  |
| 2022–23 | UCLA   | 30 | 29 | 30.5 | .481 | .329 | .698 | 6.0 | 1.9 | 2.6 | .3  | 13.0 |
| total   | total  | 90 | 35 | 19.1 | .490 | .302 | .661 | 4.1 | 1.0 | 1.3 | .2  | 7.4  |

### Profesional
Fue elegido en la quincuagésimo tercera posición del Draft de la NBA de 2023 por los Minnesota Timberwolves. El 7 de julio de 2023 firmó un contrato dual con los Timberwolves y su filial en la G League, los Iowa Wolves. No disputó ningún encuentro de la temporada 2023-24, recuperándose de la lesión de Aquiles.
En la 2024-25 disputó varios encuentros con los Iowa Wolves antes de debutar en la NBA, el 9 de enero de 2025, ante Orlando Magic. Tras varios encuentros, el 26 de febrero convierten su contrato en uno estándar.

## Estadísticas de su carrera en la NBA

### Temporada regular
| Año     | Equipo    | PJ | PT | MPP  | %TC  | %3P  | %TL  | RPP | APP | ROB | TPP | PPP |
| ------- | --------- | -- | -- | ---- | ---- | ---- | ---- | --- | --- | --- | --- | --- |
| 2024-25 | Minnesota | 40 | 4  | 13.1 | .467 | .431 | .784 | 1.3 | 0.7 | .9  | .1  | 4.1 |
| Total   | Total     | 40 | 4  | 13.1 | .467 | .431 | .784 | 1.3 | 0.7 | .9  | .1  | 4.1 |

### Playoffs
| Año   | Equipo    | PJ | PT | MPP | %TC  | %3P  | %TL  | RPP | APP | ROB | TPP | PPP |
| ----- | --------- | -- | -- | --- | ---- | ---- | ---- | --- | --- | --- | --- | --- |
| 2025  | Minnesota | 5  | 0  | 5.6 | .800 | .000 | .750 | 1.4 | 0.2 | .4  | .0  | 2.2 |
| Total | Total     | 5  | 0  | 5.6 | .800 | .000 | .750 | 1.4 | 0.2 | .4  | .0  | 2.2 |